# Unterer Querenbach
Der Untere Querenbach ist ein rechter Nebenfluss des Gablenzbaches bei Stollberg/Erzgeb. im sächsischen Erzgebirge. Er wird durch die Talsperre Stollberg aufgestaut.

## Verlauf

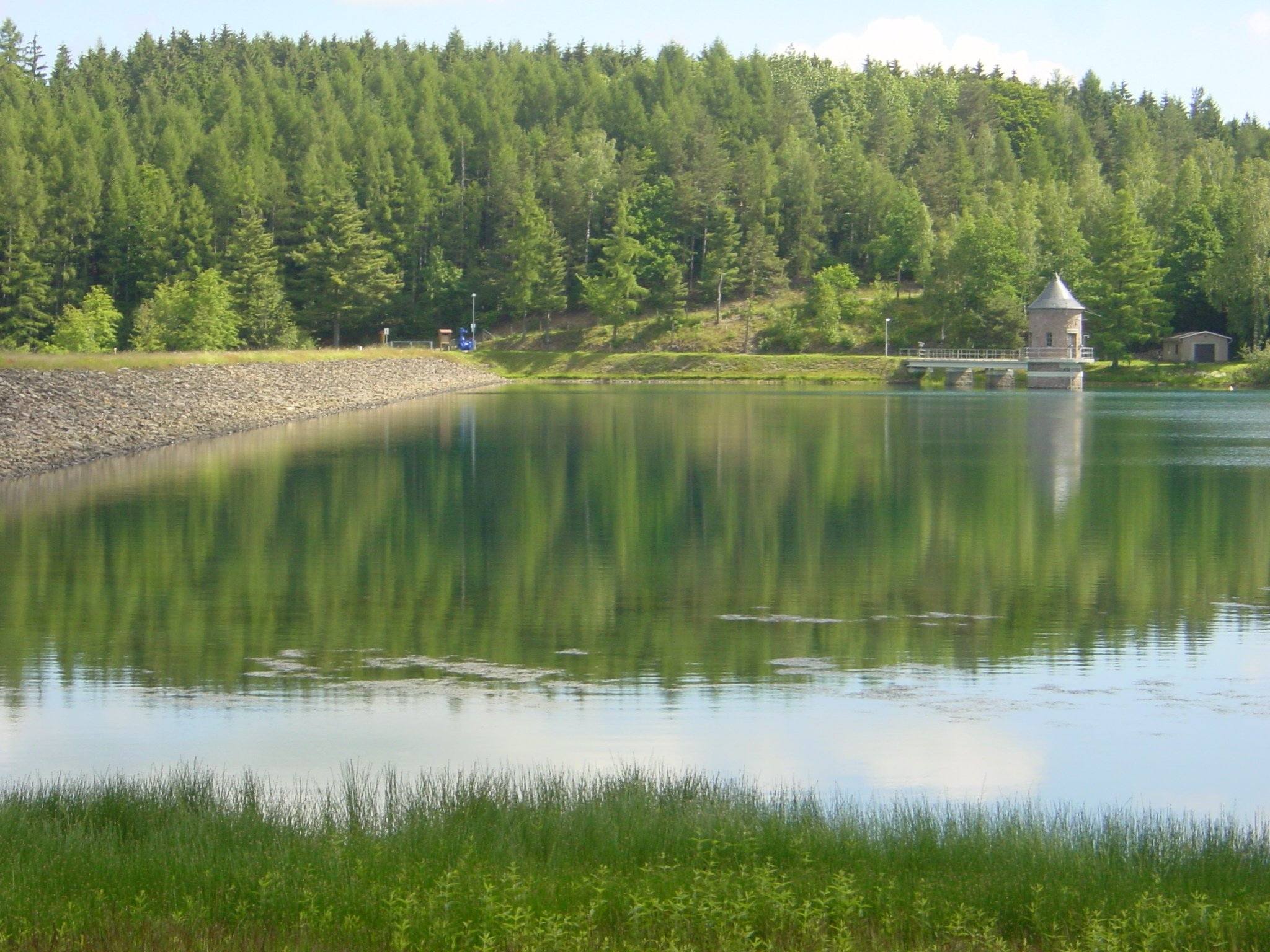
Talsperre Stollberg

Der  Untere Querenbach – etwa 2,4 km südwestlich gibt es noch den Oberen Querenbach – entspringt östlich von Stollberg im Bürgerwald, nur wenig unterhalb des Eisenwegs. Im wasserreichen Quellgebiet vereinigt er sich mit weiteren, kleinen Zuflüssen. Schon nach etwa 1 km Laufweg wird er durch die bis zu 1,22 Millionen Kubikmeter fassende Talsperre, die nach dem Bach auch Querenbachtalsperre genannt wird, aufgestaut. Diese dient der Trinkwasserversorgung von Stollberg und wurde zwischen 1949 und 1954 erbaut. Die gute Qualität des Wassers rührt daher, dass hier die nördliche Erzgebirgsrandstufe von zahlreichen Hangmulden durchsetzt ist, die mit Schuttdecken ausgefüllt sind, die das Wasser filtern. Bereits nach dem Ersten Weltkrieg wurden hier zur Versorgung der Stadt Oelsnitz zahlreiche Brunnen angelegt. In die Talsperre ergießt sich von links noch das S-Bächel, früher linker Nebenfluss des unteren Querenbaches. Hinter der etwa 21 m hohen Stauer fließt der Bach dann etwa 1,4 km bis zur Mündung in den Gablenzbach.